# مرت‌سکر
مرت‌سکر(مرت سکر، مرت سجر) در اساطیر مصر باستان، به عنوان خدای عذاب گناهکاران می‌پنداشتند اما با این وجود او را به عنوان خدایی مفید و محافظ از مارهای سهمگین می‌پرستیدند. این خدا را به عنوان خدای گورستان‌ها و معابد فرعون نیز می‌شناختند.

## نمادشناسی
مرت‌سکر به شکل یک مار کبرا و گاه به شکل زنی با سر کبرا به تصویر درمی‌آوردند.

## معابد
مرت سکر را در شهرهای اسنا و دیر البحری در دوران پادشاهی نوین مصر می‌پرستیدند. مرت‌سکر را خدایی برای کارگران می‌پنداشتند و معبد کوچکی در نزدیکی پتاح برای او ساخته بودند.